# Запакуй небо — прокачай ППО
«Запакуй небо — прокачай ППО» — спільний проєкт фонду «Повернись живим» та компанії «Нова пошта» зі збору 330 мільйонів гривень на зв’язок та рухомі командні пункти для Повітряного командування «Центр».